# حیاط خوراک

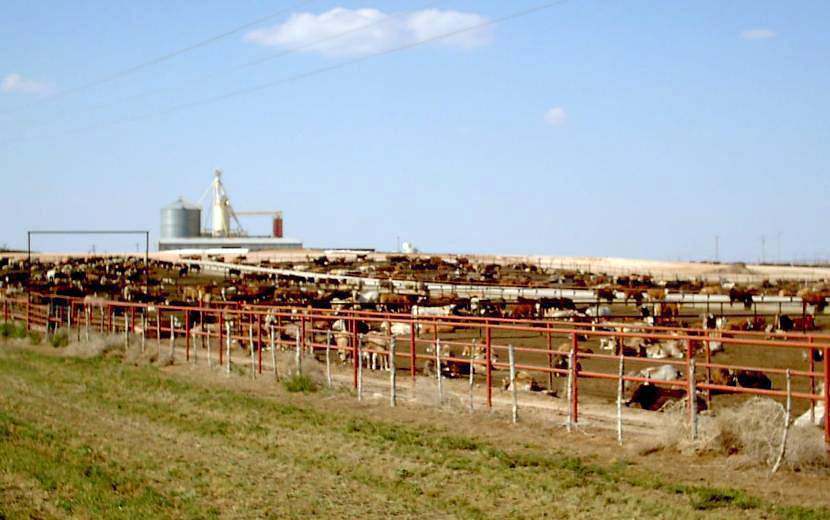
گاو گوشتی در یک پرورشگاه در تگزاس

حیاط خوراک (به انگلیسی: feed yard,feedlot) گونه‌ای از عملیات تغذیه جانوران است که در دامپروری فشرده، به ویژه گوشت گاو، و همچنین خوک، اسب، گوسفند، بوقلمون، مرغ یا اردک، پیش از کشتار استفاده می‌شود. پروارهای بزرگ گوشت گاو در ایالات متحده، عملیات تغذیه دام متمرکز (CAFO) و عملیات دام فشرده (ILOs) یا عملیات تغذیه محدود (CFO) در کانادا نامیده می‌شوند. آن‌ها ممکن است دارای هزاران جانور در مجموعه‌ای از آغل‌ها باشند.